# Гоноховська сільська рада (Каменський район)
Гоно́ховська сільська рада (рос. Гоноховский сельский совет) — сільське поселення у складі Каменського району Алтайського краю Росії.
Адміністративний центр — село Гонохово.

## Населення
Населення — 966 осіб (2019; 1152 в 2010, 1538 у 2002).

## Склад
До складу сільської ради входять:
| Населений пункт | Населення, осіб (2002) | Населення, осіб (2010) |
| --------------- | ---------------------- | ---------------------- |
| Гонохово, село  | 970                    | 739                    |
| Миски, селище   | 134                    | 95                     |
| Обське, село    | 434                    | 318                    |